# Paramantis sacra
Paramantis sacra es una especie de mantis de la familia Mantidae.

## Distribución geográfica
Se encuentra en Camerún y en la Provincia del Cabo, Natal y Transvaal en Sudáfrica.